# Autorretrato fotográfico

Autorretrato giratório de Félix Nadar

Um autorretrato fotográfico é uma fotografia que o artista tira de si mesmo. Este processo é realizado com uma câmera, seja fotografando a própria imagem refletida em um espelho ou qualquer outra superfície reflexiva, ou tirando uma foto de si mesmo usando um temporizador automático ou disparador remoto. O fotógrafo pode decidir integrar-se na fotografia de diferentes maneiras (fotografar, enquadrar, jogo de luz, etc.).

## História

### Robert Cornelius
O primeiro autorretrato fotográfico conhecido foi um autorretrato de Robert Cornelius (ca. 1839), um holandês que migrou para os Estados Unidos. Fascinado por experimentos científicos, ele utilizou uma técnica da metalurgia e da ciência para criar seu autorretrato. Seus conhecimentos de química permitiram-lhe criar o primeiro autorretrato fotográfico com os olhos abertos, reduzindo o tempo de exposição. Este retrato foi tirado na Filadélfia, em frente à sua loja entre Chestnut e Market Street. O retrato está mal enquadrado porque Robert Cornelius esqueceu de se posicionar em trilhas pré-definidas para ficar no centro da foto. No verso desta foto está escrito “a primeira imagem já tirada pela luz de 1839”.

### Hippolyte Bayard
Hippolyte Bayard foi um fotógrafo e inventor francês do século XIX. Conseguiu reduzir o tempo de exposição para quinze minutos pouco antes da apresentação do seu trabalho na Academia de Belas-Artes de Paris. Fez inúmeras tentativas em 1837. Bayard foi o primeiro a utilizar a câmara escura e em seguida fotografou-se e produziu “Afogado”, que é o seu autorretrato mais famoso, tirado em outubro de 1840, seguido da legenda: “O cadáver do cavalheiro que você vê abaixo é o do Sr. Bayard, inventor do processo cujos resultados maravilhosos você acabou de ver, ou cujos resultados maravilhosos você verá. Que eu saiba, já se passaram cerca de três anos desde que esse pesquisador engenhoso e incansável aperfeiçoou sua invenção. A Academia, o Rei e todos aqueles que viram os seus desenhos que ele achou imperfeitos, admiraram-nos como vocês os admiram neste momento. Isso lhe rendeu muita honra e não lhe rendeu um centavo. O governo, que havia dado muito ao Sr. Daguerre, disse que nada poderia fazer pelo Sr. Bayard e o infeliz se afogou. Oh! Instabilidade das coisas humanas! Artistas, estudiosos, jornais já lidam com ele há muito tempo e hoje, depois de vários dias de exposição no necrotério, ninguém ainda o reconheceu ou reivindicou. Senhores e Senhoras, passemos aos outros, para que o seu olfacto não seja afectado, pois a cabeça e as mãos do Cavalheiro estão a começar a apodrecer, como poderão notar".

## Artistas de Destaque
É um gênero praticado por muitos fotógrafos, seja ocasionalmente, como Andy Warhol, Richard Avedon, Augusto De Luca, Robert Doisneau, André Kertész, Vivian Maier, Nadar, Helmut Newton, Irving Penn, Jeanloup Sieff, Man Ray, Willy Ronis, Weegee, etc, quer fizeram e fazem sistematicamente, como Samuel Fosso, Michel Lagarde, Arno Lam, Franck Landron, Christina Otero, Martin Parr, Philippe Ramette, Cindy Sherman, Christine Spengler, Jean-Louis Swiners, etc.

## A Questão das Selfies
Uma selfie é uma autofotografia tirada num contexto social, de evento ou turístico para utilização numa rede social. Assim é considerada, usualmente. Tem sido objeto de muitos estudos e discussões.
Trata-se de um fenômeno global.